# 左近の少将
左近の少将（さこんのしょうしょう）とは、源氏物語に登場する架空の人物。宇治十帖の後半にのみ登場する。

## 概要
故大将の子であり学才・人柄は優れていたが経済的に恵まれない立場の人物。財力のある常陸介の後ろ盾を求めて本来自分より身分の低い受領階級の娘である浮舟との結婚を企てるが、仲人から浮舟が常陸介の実の娘でなく常陸介から好かれてもいないと知って仲人を非難して浮舟との婚約を破棄し、常陸介の実の娘と婚約し直し常陸介から大臣になるための援助の約束を取り付けている。
浮舟と婚約した際には浮舟の容姿や教養を誉めていたが、婚約を破棄した際には仲人に対して「そんな女はいくらでもいる」と言葉を翻している。これに対して浮舟の母や浮舟の乳母は左近の少将との婚約が破棄された時には嘆き悲しんで、宇治の中君に浮舟を預ける切っ掛けとなるが、後に浮舟が匂宮や薫から求愛されるようになると、それまでとは打って変わって左近の少将を匂宮や薫と比べて「何とつまらない男だったのだろう。あんな男の妻にならなくてよかった。」と思うようになっている。

## 登場する巻
左近の少将は直接には以下の巻で登場し、本文中ではそれぞれ以下のように表記されている
- 第50帖 東屋 左近少将、君、少将、少将の君、左近少将殿、少将殿、朝臣、殿、男君、客人、常陸守の婿の少将
- 第51帖 浮舟 少将
- 第52帖 蜻蛉 少将

## 各巻での活動
当初浮舟の婚約者として登場する。しかしながら浮舟との婚約は浮舟の義父である常陸介の後ろ盾を求めてのことであり、浮舟がその実の娘でなく常陸介から好かれてもいないと知って仲人を責めて婚約を破棄し、常陸守と浮舟の母の間に出来た常陸介の実の娘と婚約し直した。（第50帖 東屋）
常陸介の実の娘を妻として常陸守の婿になっている。（第51帖 浮舟）
妻（常陸介の実の娘）が出産し、盛大に祝いを行っている。（第52帖 蜻蛉）